# 南薩縦貫道

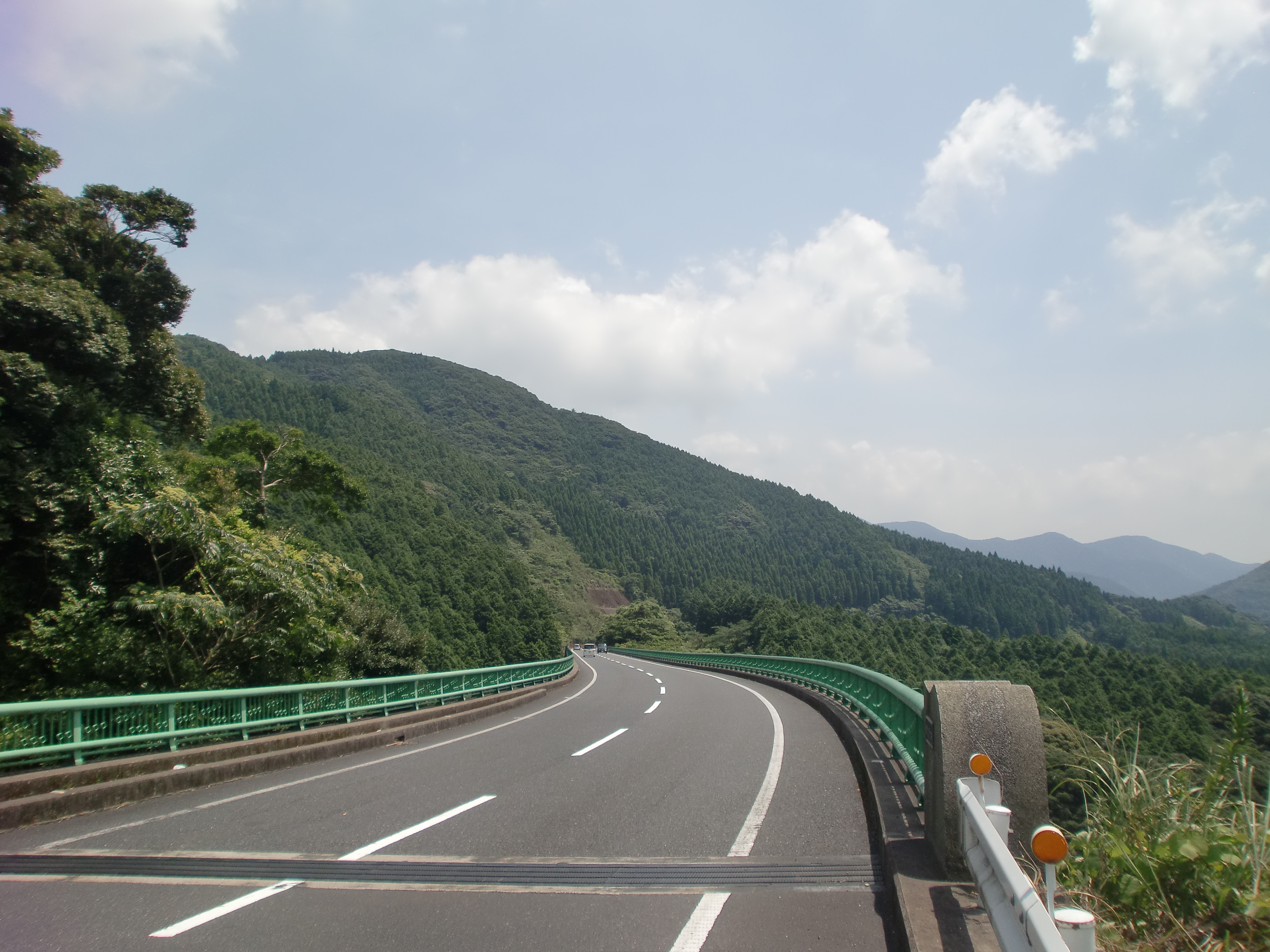
現道活用区間の県道19号（鹿児島市下福元町錫山）

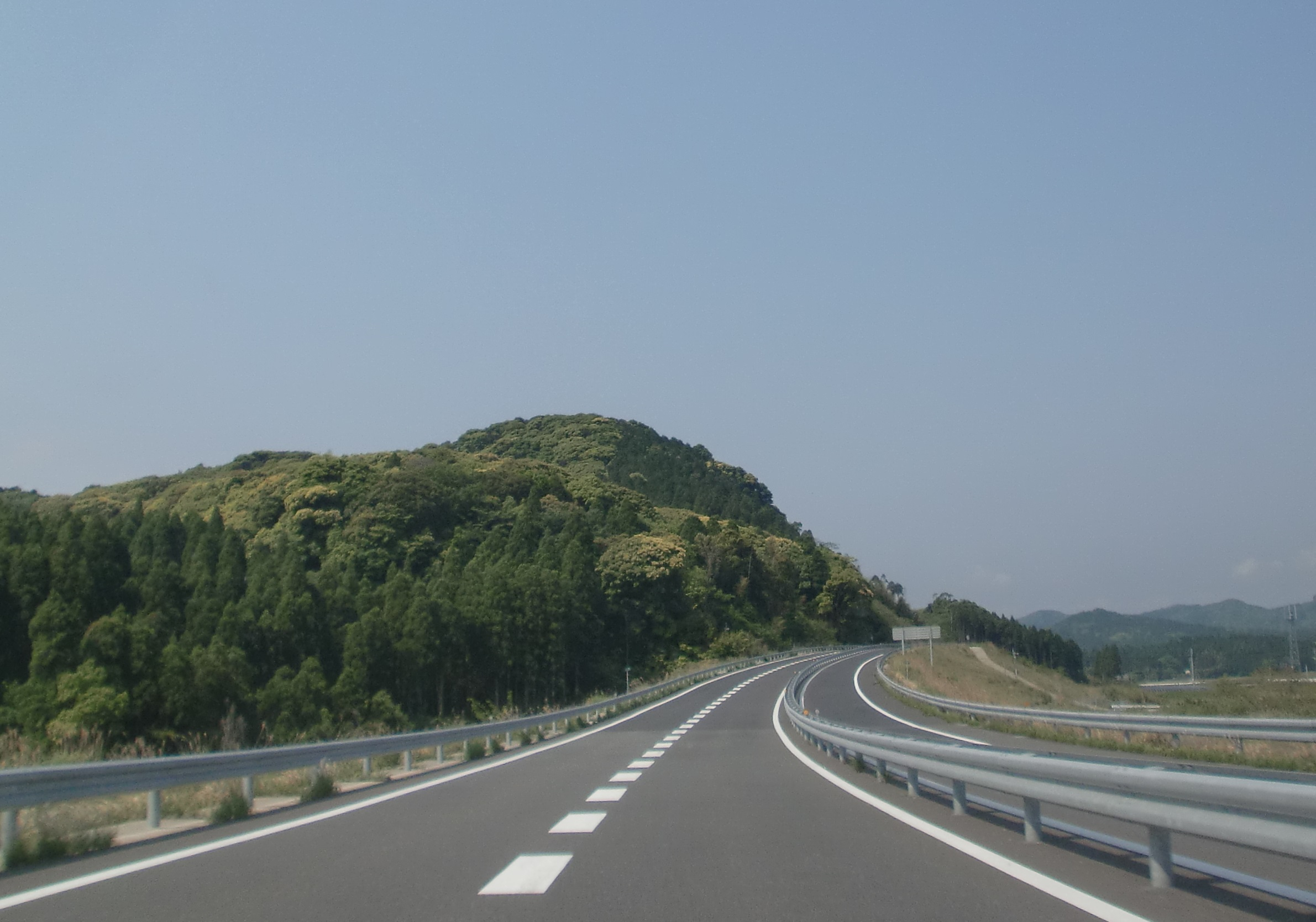
南九州川辺ダムIC-南九州神殿IC間（南九州市、川辺道路）

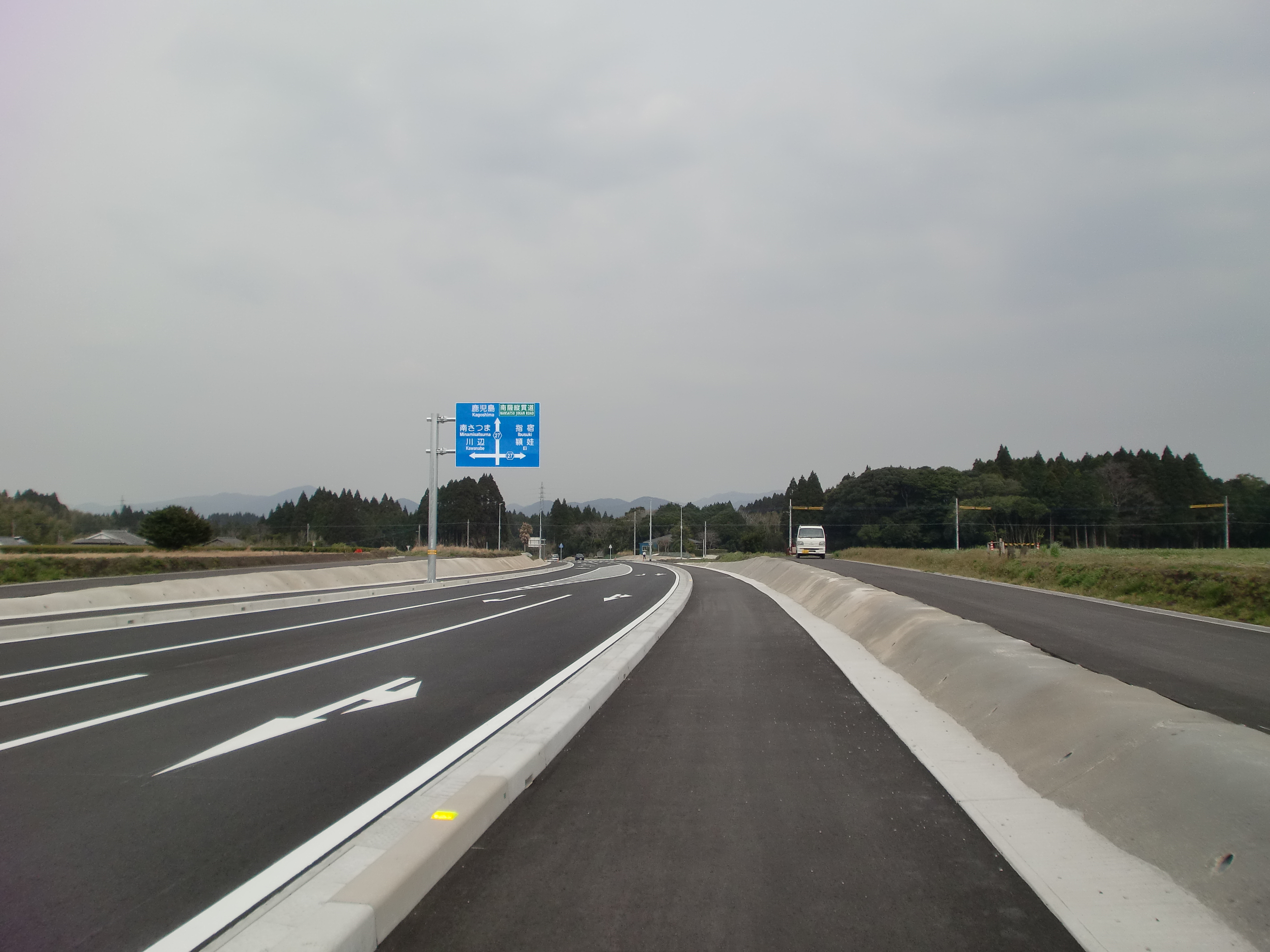
瀬世交差点を枕崎方面から鹿児島方面に望む（南九州市、霜出道路）

南薩縦貫道（なんさつじゅうかんどう 英語: NANSATSU JUKAN ROAD、NANSATSU JUKAN EXPWY）は、鹿児島県鹿児島市を起点とし、鹿児島県枕崎市に至る延長約40 kmの地域高規格道路である。
1994年12月16日に候補路線に、1998年6月16日に計画路線に指定され、2017年3月26日に知覧金山水車ICから南九州知覧ICまでの区間が開通したことにより全線が開通した。
鹿児島ICから山田IC（指宿スカイライン）まで及び、南九州川辺ダムICから南九州知覧ICまでの区間は自動車専用道路として供用されており、山田ICから南九州川辺ダムICまで及び、南九州知覧ICから枕崎市までの区域は一般道路として供用されている。

## 概要

2017年3月26日現在の路線図

自動車専用道路として、指宿スカイラインの鹿児島IC - 谷山IC間、南九州川辺ダムIC - 南九州知覧IC間が供用されている。また一般道路として霜出道路が供用されている。
谷山IC - 南九州川辺ダムIC間および塗木 - 枕崎間は計画路線となっているが、谷山IC - 南九州川辺ダムIC間および塗木交差点 - 枕崎市間は既存道路の改良による整備を行い、2017年3月26日に知覧金山水車IC - 南九州知覧IC間が開通したことで南薩縦貫道全線の整備完了となった。
なお、2023年12月に枕崎市通り会連合会より全線自動車専用道路化を求める要望書が県に提出されている。

## 歴史
- 1988年（昭和63年）3月29日 : 鹿児島IC - 谷山IC間 (7.6 km) が指宿スカイライン3期として開通[4]。
- 1994年（平成6年）12月16日 : 建設省（現・国土交通省）が地域高規格道路の候補路線に指定。
- 1998年（平成10年）
  - 6月16日 : 鹿児島IC - 枕崎市間 (約40 km) を計画路線に指定。
  - 12月18日 : 鹿児島IC - 谷山IC間 (7.6 km) を整備区間に指定。
- 1999年（平成11年）12月17日 : 南九州川辺ダムIC - 南九州川辺IC間 (6.5 km) を調査区間に指定。
- 2000年（平成12年）12月20日 : 南九州川辺ダムIC - 南九州川辺IC間 (6.5 km) を整備区間に指定。
- 2004年（平成16年）12月22日 : 南九州川辺ダムIC - 南九州川辺IC間 (6.5 km) の起工式を実施。
- 2006年（平成18年）3月31日 : 南九州川辺IC - 南九州知覧IC間 (5.7 km) を調査区間に指定。
- 2009年（平成21年）3月13日 : 知覧道路を整備区間に指定[5]。
- 2010年（平成22年）8月27日 : 南九州川辺ダムIC - 南九州神殿IC間 (4.0 km) 開通[6]。
- 2012年（平成24年）
  - 4月17日 : 霜出道路を新規事業採択。
  - 6月 : 知覧道路の南九州知覧IC以南および霜出道路を自動車専用道路から一般道路へ整備方針を変更[7]。
  - 8月8日 : 南九州神殿IC - 南九州川辺IC間 (2.5 km) 開通[8]。
  - 9月20日 : 谷山IC - 南九州川辺ダムIC間を既存道路活用による整備に計画を変更する[2]。
- 2016年（平成28年）3月27日 : 南九州川辺IC - 知覧金山水車ICおよび南九州知覧IC - 知覧交差点 - 塗木交差点（一般道路）が開通[9][10]。
- 2017年（平成29年）3月26日 : 知覧金山水車IC - 南九州知覧IC間が開通。これにより一般道整備区間を含め、南薩縦貫道が全線開通する[11]。

## 各事業区間

### 川辺道路（自動車専用道路）
県道19号の一部区間であり、南九州川辺ダムIC - 南九州川辺ICまでの区間。総延長 6.5 km。2010年8月27日に南九州川辺ダムIC - 南九州神殿IC間 (4.0 km) が開通し、2012年8月8日には南九州神殿IC - 南九州川辺IC間 (2.5 km) が開通、これにより川辺道路は全線開通した。

### 知覧道路（自動車専用道路）
県道27号の一部区間として建設される、南九州川辺IC - 南九州知覧ICまでの区間。総延長3.9 km。この区間は自動車専用道路として整備。2016年3月27日に南九州川辺ICから知覧金山水車ICまでの区間が開通。2017年3月26日に知覧金山水車ICから南九州知覧IC間が開通し全線開通した。

### 知覧道路（一般道路）
県道27号の一部区間として建設される、南九州知覧ICから知覧交差点までの区間。総延長1.8 km。この区間は一般道路として供用。2016年3月27日に開通。

### 霜出道路（一般道路）
県道27号（知覧交差点 - 瀬世交差点）、県道34号（瀬世交差点 - 塗木交差点）の一部区間として建設される、知覧交差点から南九州市知覧町西元の塗木交差点までの区間。総延長3.4 km。2012年4月17日に整備区間となった。一般道路として供用。2016年3月27日に全線が開通。

## インターチェンジなど
- IC番号欄の背景色が■である部分については道路が開通済みの区間を示している。
- ☆は指宿スカイラインのインター•料金所でもあることを示す。

| IC番号                                                      | 施設名           | 接続路線名                                                        | 起点から | 備考         | 所在地   |
| ----------------------------------------------------------- | ---------------- | ----------------------------------------------------------------- | -------- | ------------ | -------- |
| E3 九州自動車道 福岡・熊本方面                              |                  |                                                                   |          |              |          |
| 29                                                          | 鹿児島IC☆        | E3A 南九州西回り自動車道 鹿児島東西幹線道路 国道3号鹿児島バイパス | 0.0      |              | 鹿児島市 |
| -                                                           | 山田TB☆          |                                                                   | 2.5      |              | 鹿児島市 |
|                                                             | 山田IC☆          | 県道35号永吉入佐鹿児島線                                          | 2.8      |              | 鹿児島市 |
|                                                             | 中山IC☆          |                                                                   | 4.9      |              | 鹿児島市 |
|                                                             | 谷山IC☆          | 指宿スカイライン（県道17号）                                      | 7.6      |              | 鹿児島市 |
| 県道20号（谷山IC - 錫山入口交差点、現道活用区間）           |                  |                                                                   |          |              |          |
| 県道19号（錫山入口交差点 - 南九州川辺ダムIC、現道活用区間） |                  |                                                                   |          |              |          |
|                                                             | 南九州川辺ダムIC | 県道19号鹿児島川辺線                                              | 0.0      |              | 南九州市 |
| -                                                           | 軸屋TN           |                                                                   |          | 総延長 495m  | 南九州市 |
|                                                             | 南九州神殿IC     | 県道19号鹿児島川辺線                                              | 4.0      |              | 南九州市 |
|                                                             | 南九州川辺IC     | 国道225号                                                         | 6.5      |              | 南九州市 |
| -                                                           | 知覧TN           |                                                                   |          | 総延長 1135m | 南九州市 |
|                                                             | 知覧金山水車IC   | 県道27号頴娃川辺線                                                | 9.6      |              | 南九州市 |
|                                                             | 南九州知覧IC     |                                                                   | 10.4     |              | 南九州市 |
| 知覧交差点                                                  | 知覧交差点       | 県道27号頴娃川辺線                                                |          | 一般道路     | 南九州市 |
| 瀬世交差点                                                  | 瀬世交差点       | 県道27号頴娃川辺線                                                |          | 一般道路     | 南九州市 |
| 塗木交差点                                                  | 塗木交差点       | 県道34号枕崎知覧線 県道262号霜出南別府線                          |          | 一般道路     | 南九州市 |
| 県道34号（塗木交差点 - 東本町交差点、現道活用区間）         |                  |                                                                   |          |              |          |
| 枕崎市（終点）                                              |                  |                                                                   |          |              |          |

## 車線・最高速度・料金
☆は指宿スカイラインの本線でもあることを示す。　
| 区間                              | 自動車専用・一般道路別 | 車線 上下線=上り線+下り線 | 最高速度         | 有料/無料 |
| --------------------------------- | ---------------------- | ------------------------- | ---------------- | --------- |
| 鹿児島IC - 山田IC ☆               | 自動車専用             | 4=2+2                     | 70 km/h （指定） | 有料      |
| 山田IC - 谷山IC ☆                 | 自動車専用             | 4=2+2                     | 70 km/h （指定） | 無料      |
| 谷山IC - 下福元三叉路             | 一般道路               | 2=1+1                     | 50 km/h （指定） | 無料      |
| 下福元三叉路 - 錫山入口交差点     | 一般道路               | 2=1+1                     | 60 km/h （法定） | 無料      |
| 錫山入口交差点 - 南九州川辺ダムIC | 一般道路               | 2=1+1                     | 60 km/h （法定） | 無料      |
| 南九州川辺ダムIC - 南九州知覧IC   | 自動車専用             | 2=1+1                     | 70 km/h （指定） | 無料      |
| 南九州知覧IC - 枕崎市木原町       | 一般道路               | 2=1+1                     | 50 km/h （指定） | 無料      |
| 枕崎市木原町 - 東本町交差点       | 一般道路               | 2=1+1                     | 40 km/h （指定） | 無料      |

## トンネル

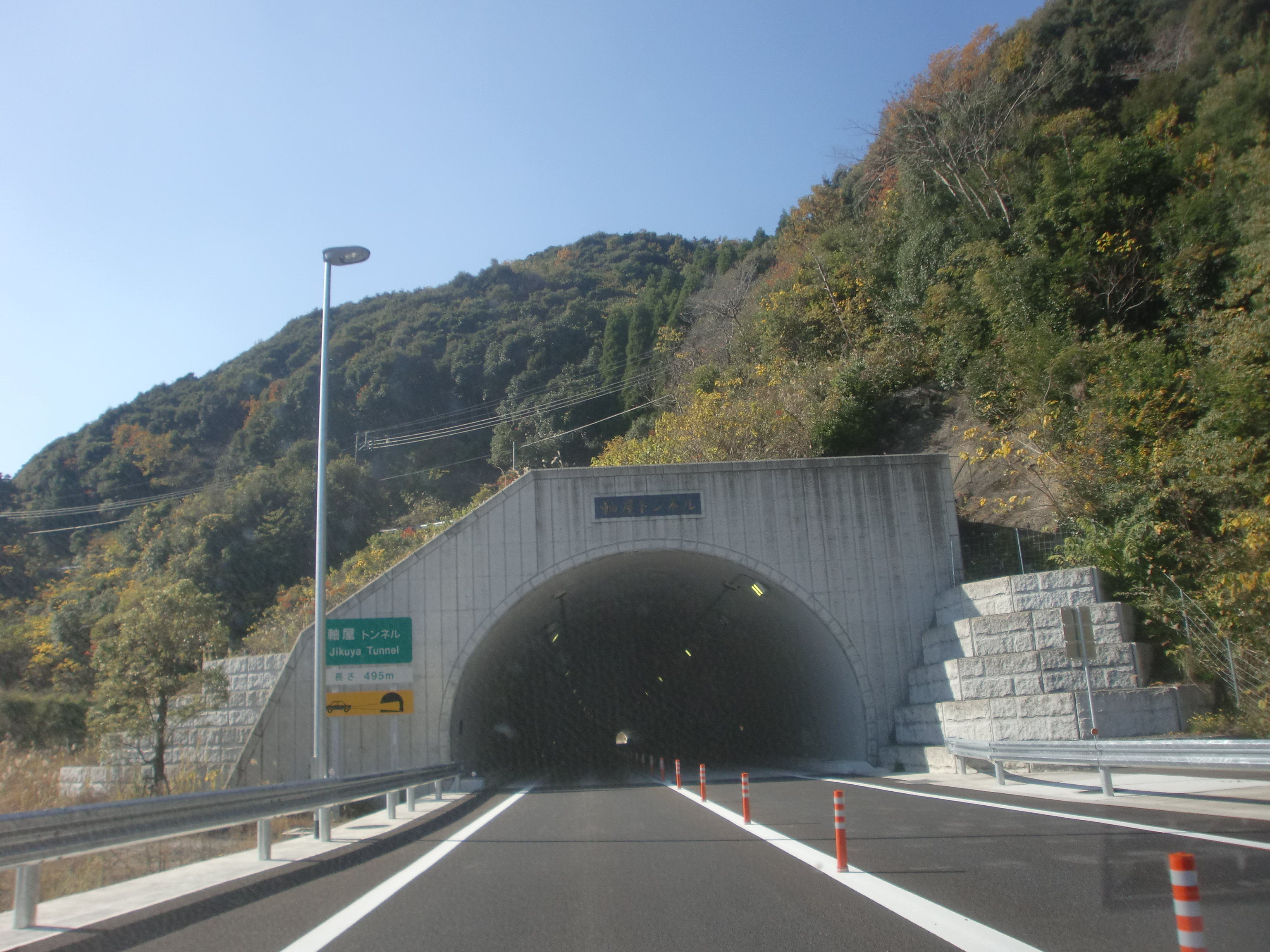
軸屋トンネル

☆は指宿スカイラインのトンネルでもあることを示す。
- 西陵トンネル（鹿児島IC - 山田IC間）☆
- 広木トンネル（鹿児島IC - 山田IC間）☆
- 山田トンネル（鹿児島IC - 山田IC間）☆
- 中山トンネル（中山IC - 谷山IC間）☆
- 滝之下トンネル（中山IC - 谷山IC間）☆
- 軸屋トンネル（総延長 495 m、南九州川辺ダムIC - 南九州神殿IC間）
- 知覧トンネル（総延長1135 m、南九州川辺IC - 知覧金山水車IC間）